# Iwade, Wakayama
Iwade (japanska: 岩出市?, Iwade-shi) är en stad i Wakayama prefektur i Japan. Staden fick stadsrättigheter 2006.